# Serie 831 a 836 de CP
La Serie 831 a 836, también identificada como Serie 830, era un tipo de locomotora de tracción a vapor con tender, utilizada por la Compañía de los Caminhos de Ferro Portugueses.

## Historia
Fueron encomendadas por la Compañía de los Ferrocarriles Portugueses en 1944, siendo construidas por 3 empresas españolas distintas, y entregadas en 1947. Fueron las últimas locomotoras de vapor en ser recibidas por la Compañía, y las únicas producidas en España para importación. En el momento de su pedido, estaba previsto que formasen la Serie 800, y fuesen a servir en las líneas propias de CP; no obstante, fueron entregadas con un gran retraso, siendo esta numeración ocupada, y teniendo también lugar la entrega de las locomotoras americanas de la Serie 851 a 872. Así, fueron relegadas a las antiguas líneas de los Ferrocarriles del Estado, recibiendo la numeración 1801 a 1806 del Sur y Sureste, y 831 a 836; la primera locomotora, fabricada por la casa La Maquinista Terrestre y Marítima, también llegó a tener provisionalmente el número 801. .Fueron construidas por tres fabricantes españoles, la Maquinista Terrestre y Marítima de Barcelona construyó las 2 primeras 831 y 832 con los números de fábrica 618 y 619, la Babcock & Wilcox de Galindo, Bilbao construyó las 2 siguientes 833 y 834 con los números de fábrica 576 y 577 y DEVIS/MACOSA de Valencia construyó las 2 últimas 835 y 836 con los números de fábrica 70 y 71.Inicialmente, estaban destinadas a los rápidos en la región Sur, pero, debido a su gran esfuerzo de tracción y al hecho de no alcanzar velocidades elevadas, fueron principalmente utilizadas en convoyes de mercancías. También circularon en la Línea del Oeste.

## Características
Esta serie estaba compuesta por seis locomotoras a vapor con tender, numeradas de 831 a 836.

## Ficha técnica

### Características generales
- Número de unidades construidas: 6[1]
- Año de entrada en servicio: 1947[1]
- Tipo de tracción: Vapor[1]
- Fabricante: La Maquinista Terrestre y Marítima[2] y otros[1]